# Millerandage

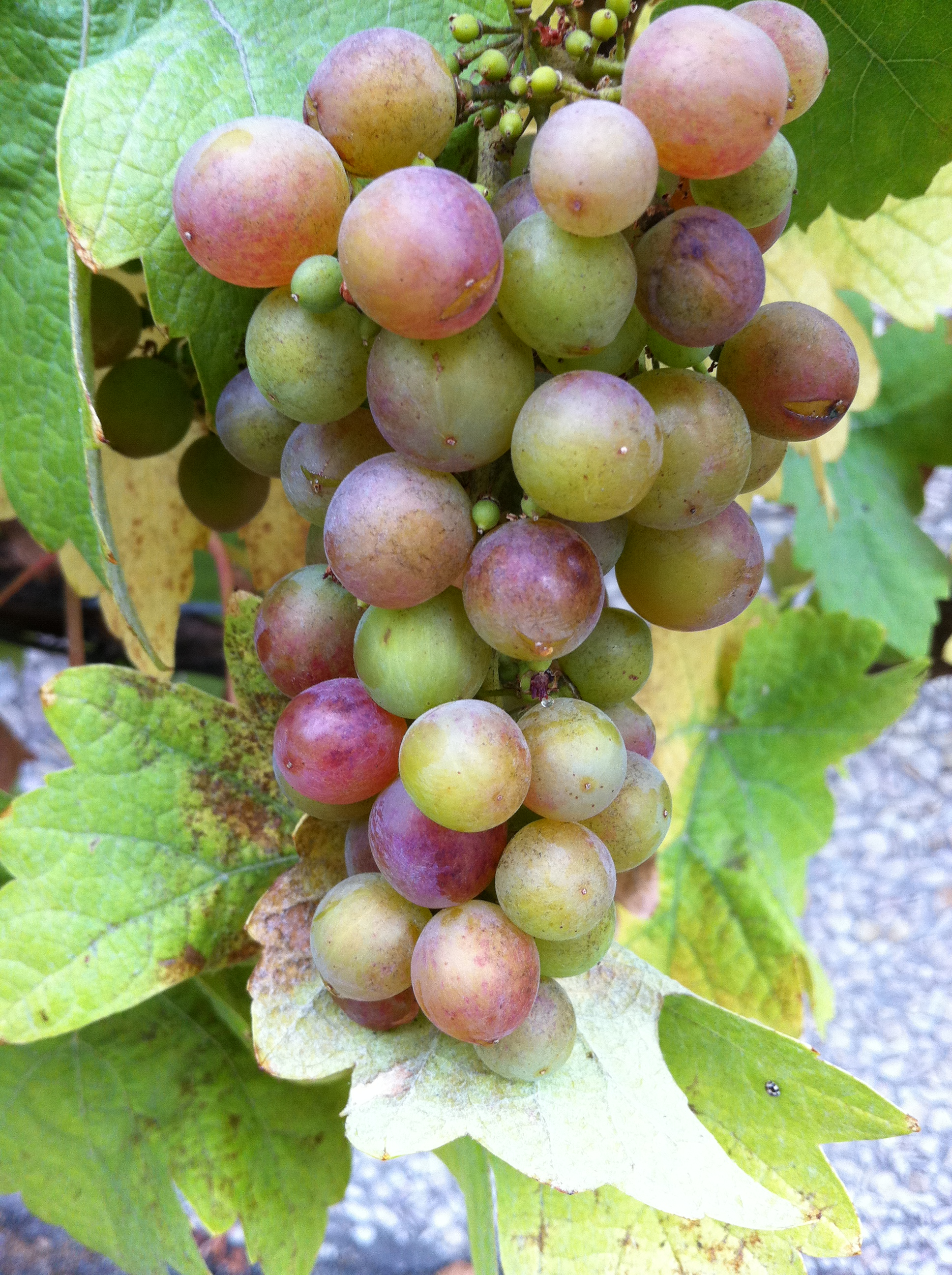
Raïm amb signes de millerandage amb petites baies immadures repartides per tot el raïm.

Millerandage és una alteració per la qual els raïms de raïm contenen grans que difereixen molt en grandària i maduresa. La seva causa més comuna són les baixes temperatures, la pluja o mala climatologia durant l'etapa de floració de la vinya, encara que també poden influir la deficiència de bor, certes patologies infeccioses, com la que provoca el virus GFLV, o fins i tot la varietat de la vinya.
Si bé el millerandage sempre provocarà una pèrdua de rendiment, el seu impacte en la qualitat del vi variarà, especialment segons la varietat de raïm . Per a algunes varietats que són propenses a una maduresa desigual dins del raïm, com Sangiovese, Zinfandel i Gewürztraminer, el desenvolupament del millerandage pot ser desfavorable a causa dels "sabors cereals" que provoca. Per a altres varietats, com Pinot noir o el clon mendocino de Chardonnay, la qualitat del vi podria fins i tot millorar, a causa de la petita grandària de les seves baies i a la seva proporció entre pell i most.

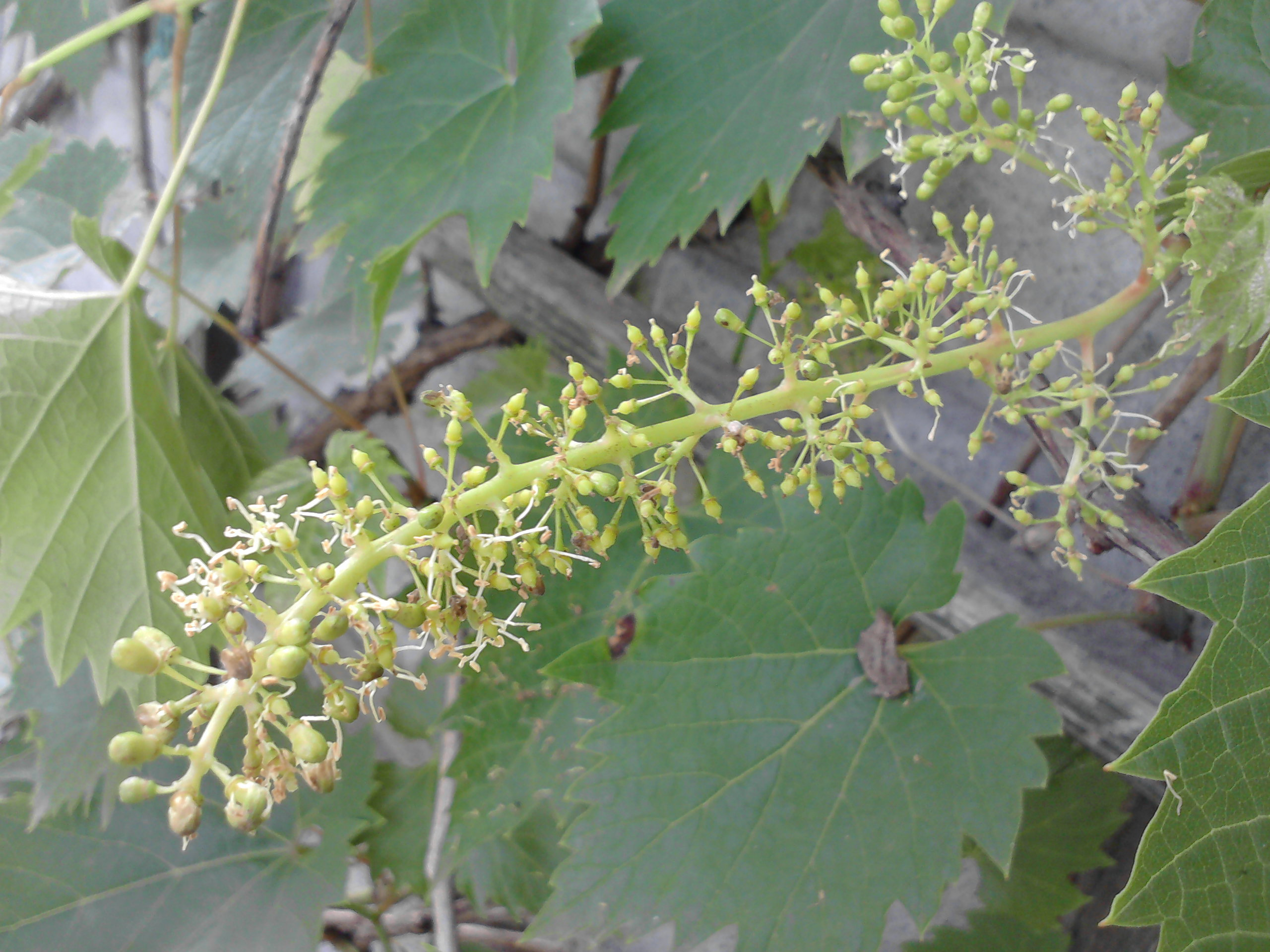
Durant l'etapa de floració (inflorescència), les baixes temperatures i la presència de pluja poden influir en el desenvolupament del millerandage.

La causa fonamental del millerandage és la mala fecundació de les flors. Això normalment s'atribueix al mal temps, però altres factors, com les deficiències nutricionals de bor, necessari per a la síntesi d'auxina i la mobilització dels sucres, o bé infeccions víriques poden influir.
En el cas de les vinyes, la floració sol produir-se 8 setmanes després de l'inici de la brotació, quan les temperatures mitjanes diàries aconsegueixen els 20 °C. Normalment la floració comença en la base de la inflorescència i ascendeix. Seguint el domini apical de la vinya, els brots superiors comencen a florir primer i la floració es completarà en 7 o 10 dies. Amb dies assolellats i secs es produeix una floració òptima. Per a algunes varietats, com Zinfandel i Merlot, la floració pot ser més escalonada, la qual cosa planteja major risc de millerandage. A vegades es procura una floració més sincronitzada amb l'ús de tractaments químics, com la cianamida.
Després de la floració, les flors es pol·linitzen en 2 o 3 dies, fertilitzant-se els òvuls. En aquesta fase, decrements de temperatura de 10 °C o més poden, potencialment, danyar els òvuls abans que siguin fertilitzats. Atès que la vinya és hermafrodita (amb part masculina i femenina sobre el mateix peu) i generalment depenen de l'autopol·linització, la presència de vent per a fer circular el pol·len o l'activitat dels insectes generalment no influeix en l'èxit o el fracàs de l'etapa de pol·linització. Si bé no és tan important com la temperatura, la presència de pluja pot rentar el pol·len de l'estigma o diluir en gran manera el líquid de l'estigma, fent que el pol·len absorbeixi massa aigua, inflant-se i esclatant abans d'arribar als òvuls.

El grans de raïm que desenvolupen millerandage no tindran llavors, la qual cosa els farà més petits i potencialment amb una proporció més alta de suc i pell, la qual cosa pot ser desitjable en l'elaboració del vi. No obstant això, és possible que aquestes baies més petites no madurin completament i podrien agregar sabors molt àcids i herbals al vi.

Fins i tot en les condicions més ideals, normalment només entre el 20 i el 30 % de les flors es converteixen en fruits madurs amb llavors completament desenvolupades i producció d'auxines. Si es desenvolupen encara menys baies, sorgeix la condició del corriment, mentre que per a les baies desenvolupades, el nombre de llavors (o la seva absència) influirà en la grandària resultant de les baies. El millerandage ocorre amb major freqüència quan el raïm parcialment fertilitzat no desenvolupen llavors, deixant baies petites (i potencialment immadures) presents en un ram de baies més grans, d'altra banda madures.
Si bé el millerandage sempre tindrà un impacte econòmic en la reducció del rendiment de la collita, és possible que no sempre tingui un impacte negatiu en la qualitat resultant del vi. En algunes zones, com les regions vitivinícoles del Nou Món d'Austràlia, Califòrnia i Nova Zelanda, la presència de millerandage en una vinya pot veure's com una qualitat positiva per a una collita a causa de la grandària mitjana reduïda de les baies. Alguns productors fins i tot utilitzen aerosols químics per a fomentar deliberadament el millerandage.
No obstant això, és possible que les baies petites i sense llavors mai madurin completament i romanguin dures i verdes (amb un alt contingut d'àcid ) durant tota la temporada de creixement. Alguns productors poden optar per eliminar els raïms amb alta preponderància de millerandage quan cullen en verd o optar per collir la totalitat del cultiu més tard, amb nivells de maduresa més alts per a equilibrar l'alt contingut d'acidesa i els sabors herbals potencials de les baies menudes. Altres viticultors retiraran els grans de raïm petits postcollita en una taula de selecció juntament amb altres restes vegetals.